# Liste der Stolpersteine in Busenberg
In der Liste der Stolpersteine in Busenberg werden die vorhandenen Gedenksteine aufgeführt, die im Rahmen des Projektes Stolpersteine des Künstlers Gunter Demnig in Busenberg bisher verlegt worden sind.
Die erste Verlegung von 10 Stolpersteinen war am 21. November 2007.

## Verlegte Stolpersteine
| Bild | Person / Inschrift | Adresse               | Verlegedatum  | Zusätzliche Informationen |
| --- | --- | --------------------- | ------------- | ------------------------- |
| Bild gesucht Der Benutzer GeorgDerReisende ( Diskussion ) wünscht sich an dieser Stelle ein Bild vom Ort mit diesen Koordinaten 49.13061 7.82956 . Motiv: Kirchstraße 4: die Stolpersteine für das Ehepaar Levy, die Lage und das Haus Falls du dabei helfen möchtest, erklärt die Anleitung , wie das geht. BW    | Hier wohnte Leo Isaak Levy Jg. 1900 deportiert 22.10.1942 Gurs ermordet 1942 in Auschwitz                                              | Kirchstraße 4 (Lage)  | 21. Nov. 2007 |                           |
| | Hier wohnte Meta Carola Levy geb. Löb Jg. 1904 deportiert 22.10.1942 Gurs ermordet 1942 in Auschwitz                                   | Kirchstraße 4 (Lage)  | 21. Nov. 2007 |                           |
| Bild gesucht Der Benutzer GeorgDerReisende ( Diskussion ) wünscht sich an dieser Stelle ein Bild vom Ort mit diesen Koordinaten 49.12985 7.8299 . Motiv: Talstraße 8: die Stolpersteine für die Familie Strauß, die Lage und das Haus Falls du dabei helfen möchtest, erklärt die Anleitung , wie das geht. BW     | Hier wohnte Simon Strauß Jg. 1863 ... deportiert 1941 Theresienstadt ermordet ...                                                      | Talstraße 8 (Lage)    | 21. Nov. 2007 |                           |
| | Hier wohnte Friederike Strauß geb. Heiman Jg. 1866 ... deportiert 1941 Theresienstadt ermordet ...                                     | Talstraße 8 (Lage)    | 21. Nov. 2007 |                           |
| | Hier wohnte Erna Falk geb. Garbaski Jg. 1921 deportiert ... Ghetto Warschau ermordet ...                                               | Talstraße 8 (Lage)    | 21. Nov. 2007 |                           |
| Bild gesucht Der Benutzer GeorgDerReisende ( Diskussion ) wünscht sich an dieser Stelle ein Bild vom Ort mit diesen Koordinaten 49.12994 7.8331 . Motiv: Hauptstraße 49: die Stolpersteine für die Familie Schwarz, die Lage und das Haus Falls du dabei helfen möchtest, erklärt die Anleitung , wie das geht. BW | Hier wohnte Alfred Lazarus Schwarz Jg. 1889 ... deportiert 1941 Ghetto Minsk ??? ...                                                   | Hauptstraße 49 (Lage) | 21. Nov. 2007 |                           |
| | Hier wohnte Berta Schwarz geb. Levy Jg. 1893 ... deportiert 1941 Ghetto Minsk ??? ...                                                  | Hauptstraße 49 (Lage) | 21. Nov. 2007 |                           |
| | Hier wohnte Ernst Schwarz Jg. 1919 ... KZ Dachau Flucht ... Frankreich interniert 1940 ... Gurs deportiert 1941 Auschwitz ermordet ... | Hauptstraße 49 (Lage) | 21. Nov. 2007 |                           |
| | Hier wohnte Heinz Leopold Schwarz Jg. 1931 ... deportiert 1941 Ghetto Minsk ??? ...                                                    | Hauptstraße 49 (Lage) | 21. Nov. 2007 |                           |
| | Hier wohnte Ludwig Schwarz Jg. 1933 ... deportiert 1941 Ghetto Minsk ??? ...                                                           | Hauptstraße 49 (Lage) | 21. Nov. 2007 |                           |